# Schengen
Schengen je majhno naselje in istoimenska občina v jugovzhodnem Luksemburgu, blizu tromeje med Nemčijo, Francijo in Luksemburgom. Po podatkih iz leta 2005 ima 425 prebivalcev. Znano je po vinarstvu, v svetovnem smislu pa po Schengenskem sporazumu, ki je bil v Schengnu podpisan 14. junija 1985. Zaradi slovesa imena kraja se je občinski svet občine Remerschen 18. januarja 2006 odločil, da občino preimenuje v občino Schengen. 